# Марянув (гміна Солець-над-Віслою)
Марянув (пол. Marianów) — село в Польщі, у гміні Солець-над-Віслою Ліпського повіту Мазовецького воєводства.
У 1975-1998 роках село належало до Радомського воєводства.